# ليوبوف إليوشكينا
ليوبوف إيفانوفنا إليوشكينا (بالروسية: Любовь Ивановна Илюшечкина، من مواليد 5 نوفمبر 1991) هي لاعب تزلج زوجي على الجليد كندية روسية المولد، بدأت إليوشكينا التنافس مع ديلان موسكوفيتش بتمثيل كندا في عام 2014، حصلا الميداليات البرونزية في القارات الأربع لعام 2017، وعلى الميداليات البرونزية مرتين في سلسلة سباق الجائزة الكبرى، وعلى الميداليات الوطنية الكندية ثلاث مرات (الفضة في عامي 2015 و 2017، والبرونزية في عام 2016). انتهت شراكتهما بتقاعد موسكوفيتش في عام 2018. ثم انضمت للتزلج مع شريكها السابق تشارلي بيلودو، حصلت على الميدالية البرونزية الكندية لعام 2020، إليوشكينا مثلت روسيا سابقًا مع نوداري مايسورادزه. وفازوا معًا في بطولة سكيت كندا الدولية 2010 والبطولة الجامعية الشتوية عام 2011 وبطولة العالم للناشئين عام 2009.